# Philophylla conjuncta
Philophylla conjuncta
 es una especie de insecto del género Philophylla de la familia Tephritidae del orden Diptera. 
Meijere la describió científicamente por primera vez en el año 1913.